# 观音阁街道 (济宁市)
观音阁街道，是中华人民共和国山東省济宁市任城区下辖的一个乡镇级行政单位。

## 行政区划
观音阁街道下辖以下地区：
前铺社区、琵琶山社区、建设社区、文昌阁社区、观音阁社区、东赵庄社区、前营社区、中营社区、后营社区、东发社区、东兴社区、东达社区、皇营村和五里营三村。